# Littoraria flammea
Littoraria flammea е изчезнал вид коремоного от семейство Littorinidae.

## Разпространение
Този вид е бил ендемичен за крайбрежията на Китай. Сега е изчезнал.